# Popowo Kościelne (Mazovië)
Popowo Kościelne is een plaats in het Poolse district  Wyszkowski, woiwodschap Mazovië. De plaats maakt deel uit van de gemeente Somianka en telt 180 inwoners.